# Амадина-рубінчик очеретяна
Амадина-рубінчик очеретяна (Bathilda ruficauda) — вид горобцеподібних птахів родини астрильдових (Estrildidae). Ендемік Австралії.

## Поширення
Вид поширений на півночі Австралії. Підвид subclarescens трапляється в трьох окремих субпопуляціях, від Пілбари, долини річки Фіцрой і річки Гібб (Західна Австралія) до кордону Північної території та Квінсленду. Підвид clarescens має стабільну популяцію приблизно 3500 особин, розташовану на півострові Кейп-Йорк. Підвид ruficauda з Квінсленду, ймовірно, налічує менше 50 особин і може бути вимерлим, оскільки останнє його достовірне спостереження близько 1994 року.
Мешкає на низьких, густих, вологих луках і осоках, що межують з гирловими районами, водотоками, болотами та іншими прісними водоймами. Також трапляється в трав'янистих відкритих склерофільних лісах саванного типу.

## Опис
Птах завдовжки 11 см. Особа, лоб і підборіддя у самця червоні. Надхвостовий покрив темно-червоний. Горло і груди, а також криючі покриви спини і крил зеленувато-сірі. Невеликі краплеподібні плями білого кольору проходять від передньої частини голови через горло та груди до боків тіла.
Самка менш барвиста, ніж самець. Основний колір тіла більш сіро-зелений. Червоний колір обличчя значно менш виражений і може обмежуватися ділянкою навколо очей.

## Спосіб життя
Мешкає у великих зграях, в який шукає їжу серед високої трави. Це переважно зерноїдний вид, який харчується здебільшого дрібним насінням, яке розбиває своїм сильним дзьобом, віддаючи перевагу незрілим або щойно пророслим; однак він не гребує доповнювати свій раціон дрібними літаючими комахами, такими як терміти, які кишать у великій кількості в певну пору року.
Період розмноження цього виду збігається з сезоном дощів південної півкулі і триває приблизно з вересня по лютий. Обидві статі співпрацюють у будівництві гнізда, яке має сферичну форму і складається з травинок та іншого матеріалу, сплетеного та вистеленого зсередини пір'ям; гніздо розташоване у високій траві або густій рослинності на висоті від 1 до 6 метрів. У кладці від 3 до 7 білуватих яєць, які в основному висиджує самиця вдень, а вночі їх висиджують представники обох статей, які збираються в гнізді для відпочинку. Вилуплення триває близько двох тижнів, і пташенят (сліпих і безперих при народженні) годують обидва батьки протягом 21-25 днів, після чого вони готові до вильоту; однак вони, як правило, залишаються біля гнізда ще місяць.